# Parking photovoltaïque de Plopsaland De Panne
Le parking photovoltaïque de Plopsaland De Panne est un parc de stationnement et une centrale solaire photovoltaïque sis au sud de Plopsaland De Panne, à Adinkerque, dans la commune de La Panne, en Belgique. Les travaux ont lieu en 2023.

## Caractéristiques
Cinq-mille panneaux solaires sont installés, et mis en service en 2023, trois ans après le parking photovoltaïque de Pairi Daiza. L'objectif est de réduire l'impact du parc sur l'environnement.
Ces panneaux solaires représentent un investissement de 3 300 000 € et permettent de produire annuellement 3 300 MWh, soit la consommation en électricité de mille ménages. Avec les panneaux solaires installés par le passé sur les toitures et ceux-ci, Plopsaland De Panne peut générer les trois-quarts de ses besoins en électricité.